# Monochamus semicirculus
Monochamus semicirculus är en skalbaggsart som beskrevs av Báguena 1952. Monochamus semicirculus ingår i släktet Monochamus och familjen långhorningar. Inga underarter finns listade i Catalogue of Life.